# NGC 5290
NGC 5290 је спирална галаксија у сазвежђу Ловачки пси која се налази на NGC листи објеката дубоког неба.
Деклинација објекта је + 41° 42' 47" а ректасцензија 13h 45m 19,1s. Привидна величина (магнитуда) објекта NGC 5290 износи 12,1 а фотографска магнитуда 12,9. Налази се на удаљености од 36,768 милиона парсека од Сунца. NGC 5290 је још познат и под ознакама UGC 8700, MCG 7-28-61, CGCG 218-43, IRAS 13432+4157, PGC 48767.